# Aguililla (kommun)
Aguililla är en kommun i Mexiko.   Den ligger i delstaten Michoacán de Ocampo, i den södra delen av landet, 400 km väster om huvudstaden Mexico City. Antalet invånare är 16 159. Arean är 1 406 kvadratkilometer.
Terrängen i Aguililla är bergig åt sydväst, men åt nordost är den kuperad.
Följande samhällen finns i Aguililla:
- Aguililla
- Bonifacio Moreno
- Peña Colorada